# アダプティブ・クルーズ・コントロール

ACCの模式図。赤い車は青い車に車間距離を保ちながら追従走行する。

アダプティブ・クルーズ・コントロール（英語: Adaptive cruise control, 略称: ACC）または定速走行・車間距離制御装置は、先行する車両から安全な距離を維持するために車速を自動的に調整する先進運転支援システムを追加実装したクルーズコントロールである。各メーカーによって呼び名は異なり、「インテリジェントクルーズコントロール」（日産自動車）、「レーダークルーズコントロール」（トヨタ自動車）、「全車速追従機能付クルーズコントロール」 (SUBARU) などと呼ばれる。また、日本国外では「ダイナミッククルーズコントロール」とも呼ばれる。本項目では以下、「ACC」で統一する。

## 概要
制御は、搭載された各種センサーからの情報に基づいている。このようなシステムは、レーダー、LIDARセンサー、またはカメラを使用して、車両が先行している別の車両に接近していることを検出するとブレーキまたはシフトダウンによる減速を行い先行車に追従する。先行車がいなくなると設定された車速まで加速し、定速走行を行う。
ACCの技術は、次世代のインテリジェントカーの重要な構成要素と広く見なされている。これらは、先行する車両と最適な距離を維持し、運転者による急接近や追突を減らして、運転者に安全と利便性を与える。ACCを備えた車両は、SAE Internationalによって定義された、衝突被害軽減ブレーキなどを装備したレベル1の自動運転車である。車線中央維持など別の先進運転機能と組み合わせることにより、車両はレベル2の部分自動運転が可能となる。ACCのシステムは運転者に一定の支援を行うが、それ自体が車両を運転することはない。

## 歴史

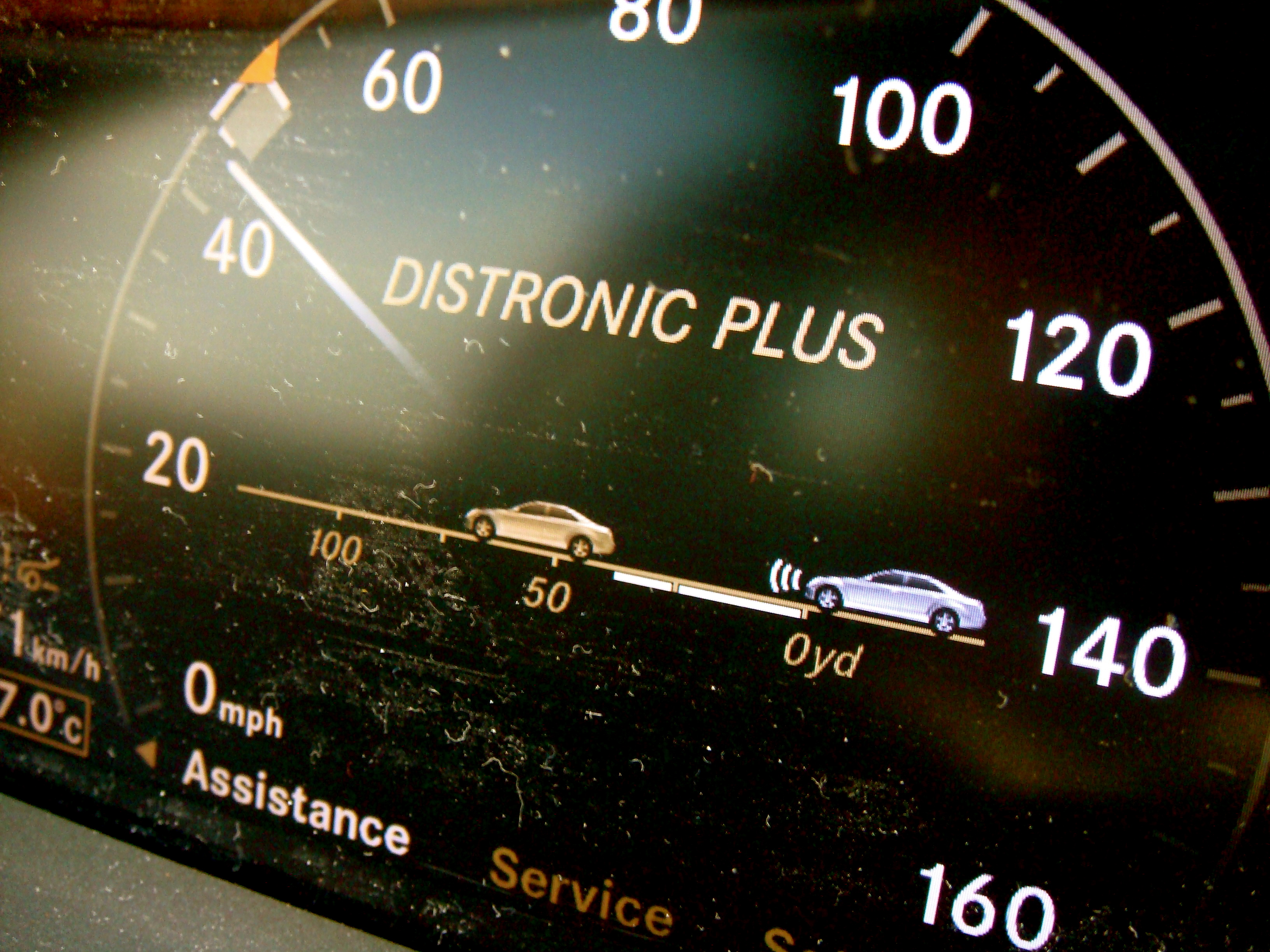
メルセデス・ベンツ・W221の「ディストロニック・プラス」のディスプレイ

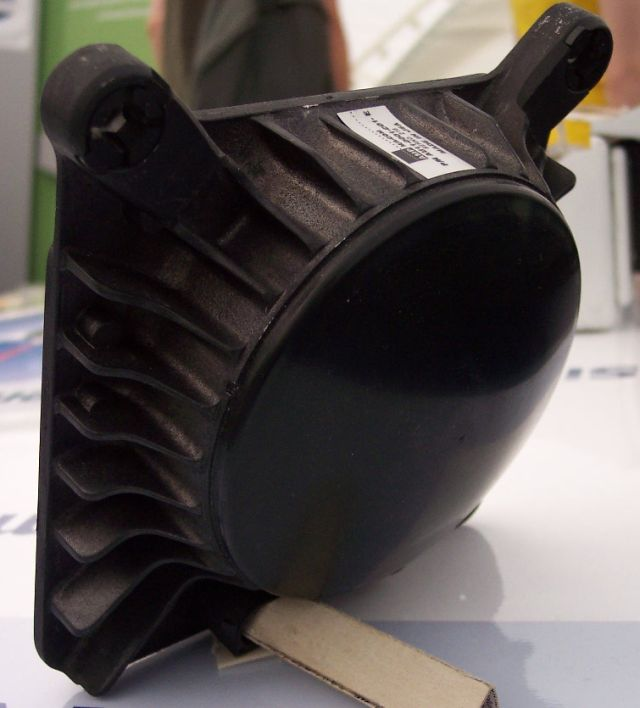
ACCレーダーアンテナ

- 1992年：三菱は、デボネアにLIDARベースの距離検出システムを日本市場で最初に提供した。「距離警告」として販売されているこのシステムは、スロットル、ブレーキ、ギアシフトに影響を与えることなく、運転者に警告する[4][5]。
- 1995年：三菱・ディアマンテがレーザーを導入した「プレビュー・ディスタンス・コントロール」を発表。このシステムは、ブレーキをかけるのではなく、スロットルコントロールとダウンシフトによって速度を制御する[4][6]。
- 1997年：トヨタはセルシオに「レーザーアダプティブクルーズコントロール」（ライダー）システムを導入した[7]。ブレーキをかけるのではなく、スロットルコントロールとダウンシフトでスピードをコントロールする方式。
- 1999年：メルセデス・ベンツは、最初のレーダー支援ACCである「ディストロニック」をW221[8][9]とCLクラスに導入した[10]。
- 1999年：ジャガーはXK (X100)（英語版） でレーダーベースのACCシステムの提供を開始した[11]。
- 1999年：日産は、シーマにレーザーACCを導入した[12]。
- 1999年：富士重工業（現・SUBARU）は、レガシィランカスターに世界初のカメラベースのACCを発表した[13]。
- 2000年：トヨタは、レクサス・LS430にレーザーACCを搭載したダイナミックレーザークルーズコントロールシステムを同年後半に米国市場に初めて導入した[14]。
- 2000年：トヨタは、レーザーACCシステムにブレーキも適用する「ブレーキ制御」を追加した[7]。
- 2001年：日産は2002年のインフィニティ・Q453代目 F50型 と2002年のインフィニティQX4に「インテリジェントクルーズコントロール」を導入した。
- 2003年：トヨタはセルシオでレーザーからレーダーACCに移行[7]。最初のレクサスダイナミックレーダークルーズコントロールとレーダー誘導衝突被害軽減ブレーキが、モデルチェンジしたレクサス・LS (XF30) により米国市場に導入された[15]。
- 2004年：トヨタはクラウンマジェスタのレーダーACCに「低速追跡モード」を追加した[7]。低速速度追跡モードは、前方の車が停止した場合に運転者に警告し、ブレーキをかける2番目のモード。車を止めることはできるが、その後非アクティブになる[16]。
- 2006年：日産は、フーガに「距離制御アシスト付きインテリジェントクルーズコントロール」を導入した[17]。ナビゲーションシステムが危険な速度を感知すると、アクセルペダルが自動的に上昇し、運転者にブレーキペダルへの踏み換えを促す。ACCを使用している場合、距離制御支援は自動的に速度を落とし、ベル音で運転者に警告する。
- 2006年：9月、トヨタはレクサス・LS460に「全速力追跡機能」を導入した[7]。レーダー支援システムは、0 km/hから100 km/hまでの速度で継続的な制御を維持し、高速道路の交通渋滞などの停止/移動状況で機能するように設計されている[18]。
- 2015年：ホンダは予測クルーズコントロールを備えたヨーロッパのCR-V2015を発表した[19]。
- 2017年：トヨタは全モデルにToyota Safety Senseを装備。Toyota Safety Sense P (TSS-P) には、フロントグリルに取り付けられたレーダーを使用するDRCC（ダイナミックレーダークルーズコントロール）と、前方の車両を検出して車両の速度を自動的に調整するように設計された前向きカメラが含まれている。前方の車両に対して事前に設定された距離を維持する。

## 使用法

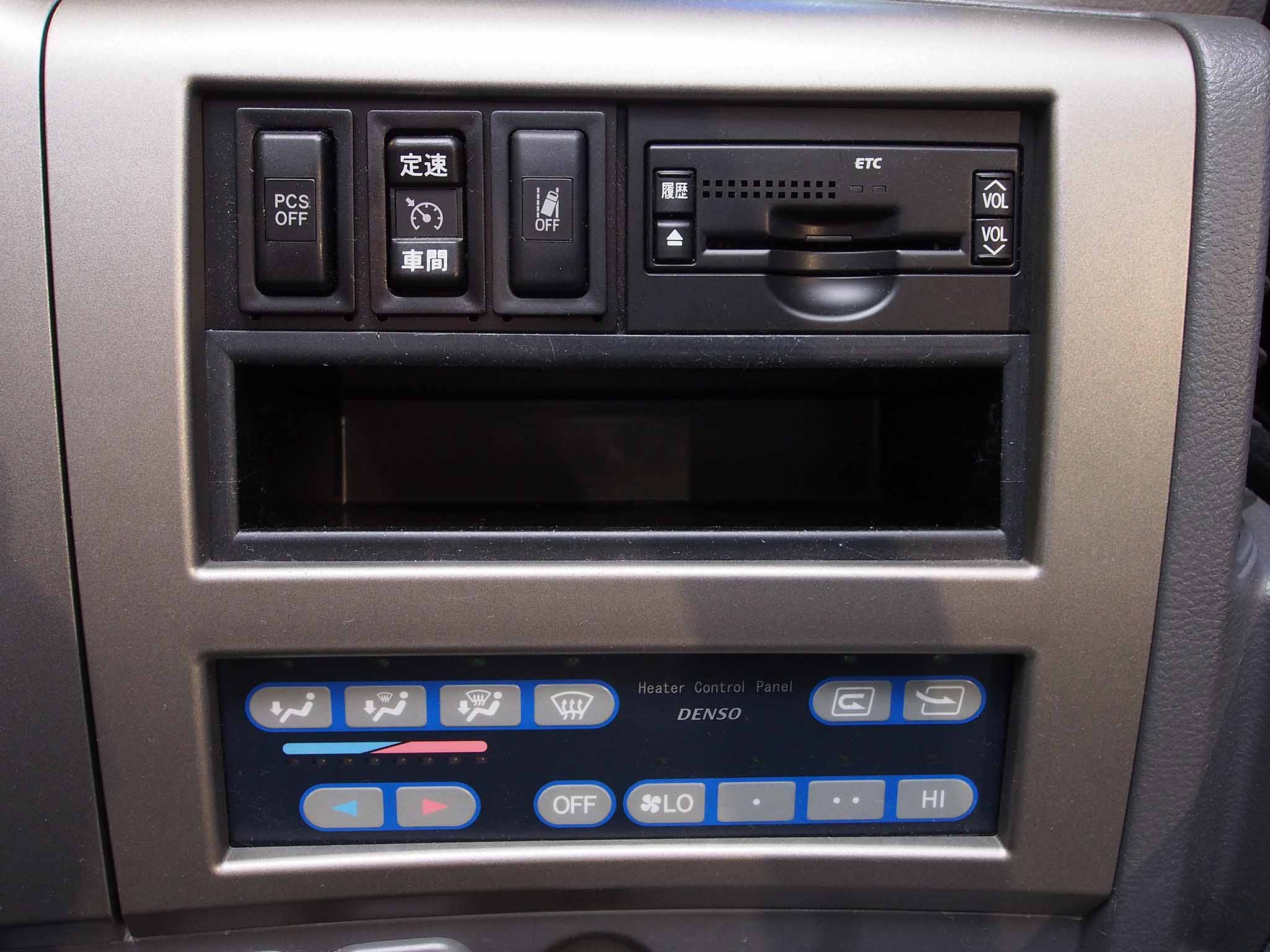
モード切替スイッチを兼ねたクルーズコントロールのマスタースイッチ（日野・セレガ）。「車間」モードを選ぶとACCが動作する。

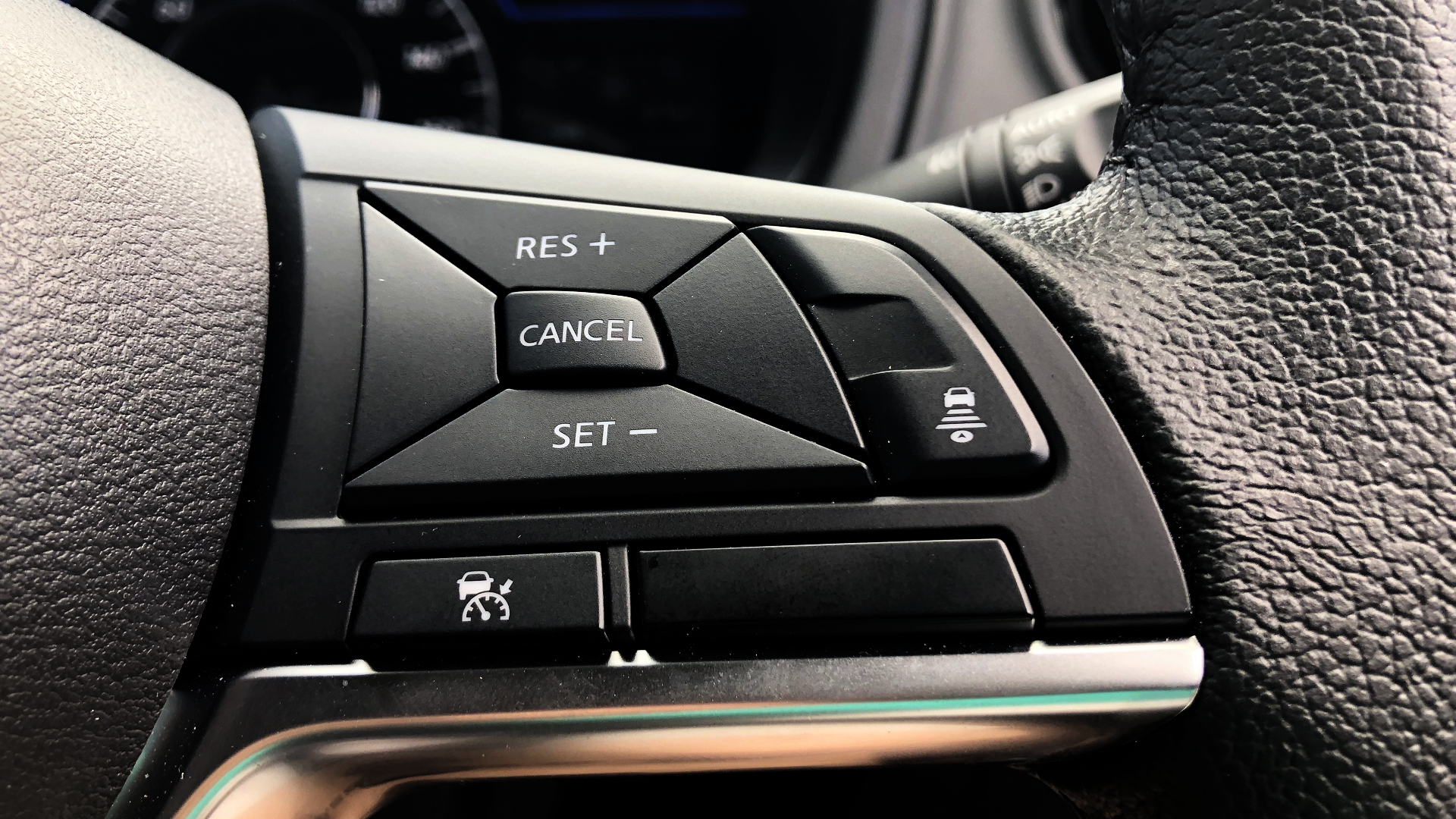
日産のインテリジェントクルーズコントロール (Intelligent Cruise Control, ICC)。
ノート e-POWER メダリスト ステアリングスイッチ（全車速追従機能付）。

### 設定
運転者からの指令入力方法は在来のクルーズコントロールとほぼ同様であるが、前方監視サブシステムが機能出来ない状況ではACCは作動させられないという制限があるため、自車の状況がACCとしての作動要件を満たさない場合、運転者に対しその旨を通知して在来のクルーズコントロールとして作動するもの、警告を発したうえACCとしても在来のクルーズコントロールとしても作動しないもの、設定時に運転者にACCとして作動させるか在来のクルーズコントロールとして作動させるかの選択が可能なものなどがある。
先行車との車間距離は車速等によってシステムが決定するが、運転者の判断により設定値を変更可能（安全性確保の観点からシステムによる補正が行われる）なものが一般的である。
ACCにも設定可能速度範囲（例えば、40 - 110 km/h）が存在し、指令入力時の自車の速度と設定速度が異なる場合は在来のクルーズコントロールと同様の動作を行うが、先行車がある場合は車間距離を考慮した制御も行う。また、設定した車間距離になった時点で先行車の速度が自車の設定速度を下回っている場合は、設定速度ではなく、先行車の速度で追随することになる。
なお、前方監視サブシステムが機能していても先行車をロックオン（自動追跡）していない状況で始動した場合は、在来のクルーズコントロールとほぼ同様の制御をするが、前方監視サブシステムからの情報評価は継続しているため、新たな先行車を自動追跡した場合はACC独自の制御方式に移行する。

### ACC作動中の加速
前方監視サブシステムの情報から車間距離が増大すると判断した場合は、自動的に加速し、設定された車間距離を保つ。ただし、運転者が設定した速度以上には加速しないため、先行車の速度が設定速度を上回った場合は後落し車間距離は増大する。また先行車の加速度が自車の加速度を上回る場合も車間距離は増大する。
そのまま車間距離が増大し続け、前方監視サブシステムが自動追跡を解除した場合、設定可能速度範囲内であれば在来のクルーズコントロールと同様に設定速度を維持し、設定速度範囲より低い場合は車速制御を取りやめるのが一般的である。
運転者が積極的に介入したい場合の指令入力方法は車間距離の設定を除き、在来のクルーズコントロールとほぼ同様である。

### ACC作動中の減速、停止および解除
前方監視サブシステムの情報から車間距離が減少すると判断した場合は、自動的に減速し、設定された車間距離を保つように作動する。エンジン制御による減速のみでは対応できないと判断した場合は、制動装置等に介入しての減速も実施する。したがって、先行車が完全に停車し、自車との車間距離が規定値以下になると判断した場合には自車も自動的に停止する。なお、停止した後の挙動については停車を維持するものと、制動装置などへの介入を取りやめるもの（したがってオートマチック車の場合はクリーピングに移行する）がある。衝突被害軽減ブレーキ参照。
なお、衝突被害軽減ブレーキによる制動装置などへの介入は、衝突時の被害軽減を目的とし運転者の意志を尊重しているため、衝突被害軽減ブレーキが限界と判断した時点で初めて実施されるため急激な減速となるが、ACCによる制動装置等への介入は、車間距離維持を目的としているため、一般的には緩やかな減速となる。ただし、先行車が急停止するなど、急激に車間距離が減少する場合は、衝突被害軽減ブレーキの協調制御、あるいはオーバーライド（命令の無効化）によって可能な限り衝突を回避するように減速制御する。
運転者が積極的に介入したい場合のコマンド入力方法は車間距離の設定を除き、在来のクルーズコントロールとほぼ同様である。

### 速度再設定
前方監視サブシステムの情報から常時車間距離（先行車がない場合を含む）を把握しているため、再開指令によって加速が開始されても先行車に衝突するおそれはない。そのため非常に低い速度（停止 - 数km/h）においても運転者が再開指令を与えることができる。そのため、運転者による積極的介入、あるいは車両諸元を超える事象が発生しなければ、自車の速度が設定速度を下回っても（一般的には停止しても）設定は消去されないのが一般的である。
再開指令を与えた場合、先行車との車間距離を維持しながら復帰することになるため、先行車が自車の設定速度以下で定速走行に移行した場合はその速度を維持する（設定速度まで加速しない）ことになる。一方、先行車が自車の設定速度以上まで加速を続けた場合は自車の設定速度を上限として維持することになり、「ACC作動中の加速」に述べた状態と同様になる。
ただし、設定速度を下回った状態で前方監視サブシステムが自動追跡を解除した場合は、運転者の操作によって設定速度範囲まで加速されないと再開指令を拒否するのが一般的である。

### ACC独自の使用方法
先行車がある状況でACCを始動する際、先行車の速度が運転者の希望する速度より低い状態でもあっても、先行車への追随が始まった後に、運転者が操作スイッチによって設定速度を希望する速度に増速しておけば、システムはその速度を限度とした追随走行と認識するため、先行車が定速の間はその速度を維持し、加速を始めれば追随し加速することになる（もちろん先行車が減速した場合にも対応する）。すなわち、（条件はあるが）先行車の速度のいかんにかかわらず運転者の希望する速度を設定しておくことが可能である。

### 問題点
前方監視サブシステムなどの情報に大きく依存するため以下のような問題が発生する。
- 前方監視サブシステムの認識範囲と人間の認識範囲は必ずしも一致しない。当然、前方監視サブシステムの性能にも限界がある。したがって、運転者がACCに制御を依存した状態で、次のような問題が発生する。
  - カーブ、急坂、先行車あるいは自車が車線変更した場合等は、運転者の認識範囲には先行車が入っていても前方監視サブシステムは自動追跡を解除する場合がある。設定速度が自動追跡を解除した時点の速度より高い場合、運転者の意図しない加速をする場合がある。例えば、運転者が追い越しを実施した際、先行車からは自動追跡を解除するため、追い越し完了後の速度が設定速度以下であれば加速を続けることになるが、これは運転者の意図と合致するとは限らない。また曲率の大きいカーブのような、定速もしくは減速が適切な地点においては、前方監視サブシステムの認識範囲外となり自動追跡を解除する場合があり、その場合は追随走行が解除され、在来のクルーズコントロールの制御と同じく設定速度をに合致しようとするため、加速してしまう場合もある（そのため自動車メーカーは自動車専用道などにおいてのみの使用を強く推奨している）。
  - 先行車なしで定速走行中、運転者の認識範囲には新たな先行車が入ってきても、前方監視サブシステムが探索から自動追跡に移行できるとは限らない。したがって人間が制御していれば滑らかな減速で対応できるような状態でも、ACCは制御が遅れ、結果として急激な減速をする場合がある。
  - 自動追跡状態での車間距離制御についてACCは忠実に制御しようとするので、例えば隣接する車線から新たな車両が流入してきた場合、人間の場合は一時的に車間距離が短縮することを許容した上での制御も可能であるが、ACCは新たな先行車との車間距離を確保するために減速してしまう。
  - 先行車の車速変動が頻繁な場合、人間が制御している場合はある程度の予見を加味した滑らかな速度制御が可能であるが、ACCの場合は忠実に追随するための加減速を伴うことになる。これにシステムのヒステリシス（履歴効果）が加味されるため、状況によっては自車の速度制御が不安定になる。
  - その他、ACCのシステムを過信して、誤作動や不作動などによる思わぬ重大事故が発生する。
- 前述のとおり、自動車メーカーは自動車専用道などにおいてのみの使用を強く推奨しているが、一般のクルーズコントロールと比較した場合、一般道での使用も容易ではあるものの、交通状況の変化に対する対応力は人間に及ばず自車の速度挙動の制御は劣るため、周囲の交通状況、特に後続車に対して必要以上の制御を要求してしまうことにもなる。また先行車がいない場合、一般道での信号機や踏切、一時停止などにも対応できない。
- 先行車を自動追跡した場合、自動追跡を解除した場合における運転者に対する通知方法や、制御方法に関しては車種に依存する。先行車を自動追跡していない場合は制動装置への介入を行わない種類もあるので、先行車がいる場合は（先行車が適切な速度制御を行っているという前提ではあるが）設定速度内で降下できる降坂を、先行車がいないと設定速度を超過してしまうものもある。
- 前方監視サブシステムの方式や性能によって、探索、自動追跡、自動追跡の解除などの条件が相違する。ある車種のACCが運転者の意図した作動をしたとしても、同じ状況であっても他車種では意図しない作動をする場合もある。例えば、自転車や二輪車などに対してどのような反応をするか、天候の変化によっての制御がどうなるかは車種に依存する。
- 先行車がいない場合の速度維持に関する問題は在来型クルーズコントロールに準ずる。ただし、カーナビゲーションシステムと連携し、道路の地理的条件を考慮したより適切な速度制御を実施するものもある。
- 経費削減などのため、ACCの設定を廃止した車種もある。
  - ダイハツ・ムーヴカスタム（LA100後期で廃止）
  - ダイハツ・ミラカスタム（2008年12月17日で廃止）
  - トヨタ・カローラアクシオ（E14#型販売終了のため）
  - トヨタ・エスティマ（Toyota Safety Sense C搭載のため）

## 各社のACC
五十音順
SUBARU
全車速追従機能付クルーズコントロール。EyeSightを参照。
ダイハツ
全車速追従機能付アダプティブクルーズコントロール。2021年現在、次世代スマートアシストにて対応。
トヨタ
レーダークルーズコントロール（全車速追従機能付/ブレーキ制御付）もしくはDynamic Radar Cruise Control (DRCC)。Toyota Safety Senseを参照。
日産
インテリジェントクルーズコントロール「Intelligent Cruise Control」 (ICC)。日産・インテリジェントモビリティを参照。
BMW
アクティブ・クルーズ・コントロール（ストップ&ゴー機能付）。
ホンダ
アダプティブ・クルーズ・コントロール。Honda SENSINGを参照。
マツダ
マツダ・レーダー・クルーズ・コントロールもしくはMazda Radar Cruise Control (MRCC)。i-ACTIVSENSE（アイアクティブセンス）。
メルセデス・ベンツ
ディストロニック・プラス。日本仕様ではレーダーセーフティ・パッケージに付属し、それを装着しない場合は通常のクルーズコントロールシステムを搭載する。